# Szpital Assuta
Szpital Assuta (hebr. אסותא בית חולים; ang. The Assuta Hospital) - największy prywatny szpital w Izraelu, położony w parku przemysłowym Jarkon w mieście Tel Awiw. Jest częścią dużej medycznej korporacji Assuta Centers Of Excellence Ltd., w skład którego wchodzi pięć szpitali i siedem klinik położonych w różnych miastach w całym kraju.

## Nazwa
Nazwa szpitala "Assuta" w języku aramejskim oznacza "zdrowie", i została nadana przez poetów Saula Czernichowskiego (był z zawodu lekarzem) i Jacoba Cohena.

## Historia

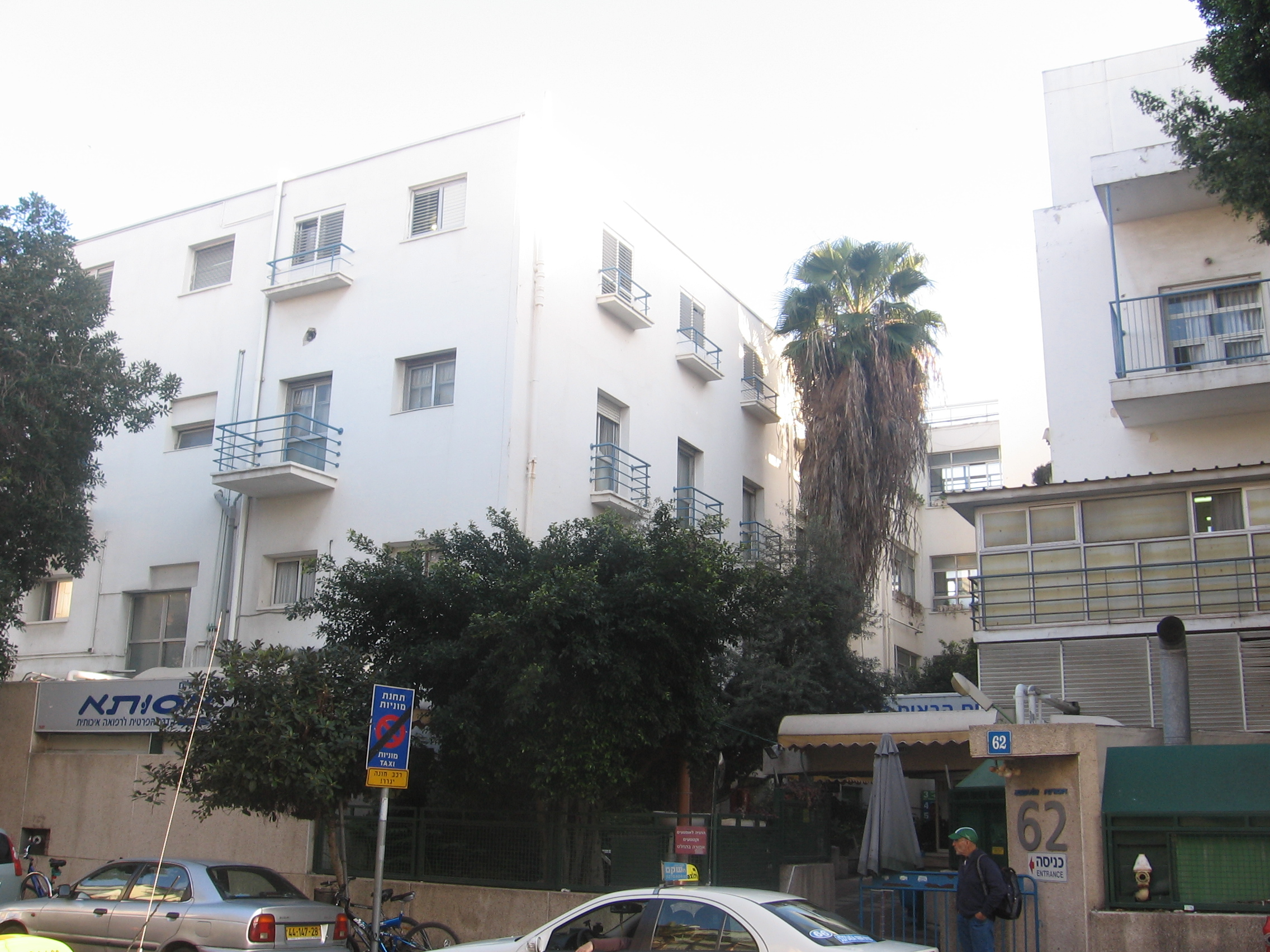
Stary budynek Szpitalu Assuta przy ul. Żabotyńskiego

Szpital Assuta został założony w 1934 roku przez grupę żydowskich lekarzy, którzy przyjechali do Brytyjskiego Mandatu Palestyny z Niemiec. Stał się on ważną częścią żydowskiego systemu opieki zdrowia w Palestynie. Szpital został założony jako prywatne centrum medyczne, którego akcje były rozprowadzane wyłącznie wśród lekarzy. Szpital wybudowano według projektu architekta Josefa Neufelda przy ul. Żabotyńskiego w centrum Tel Awiwu. Był to wówczas najnowocześniejszy szpital na Bliskim Wschodzie. Kompleks budynków szpitalnych przeszedł w późniejszych czasach liczne przebudowy i remonty. W 1984 roku szpital został zakupiony przez publiczny zakład opieki zdrowotnej Maccabi Health Care Services. Od tamtej pory szpital jest częściowo finansowany ze środków publicznych. Pomimo to pozostaje on szpitalem prywatnym, oferującym profesjonalne usługi medyczne połączone z wysokim standardem hotelowym dla zamożnych pacjentów.
12 maja 2009 roku szpital przeniósł się do swojej nowej siedziby, wybudowanej w parku przemysłowym Jarkon, w północno-wschodniej części Tel Awiwu. Nowoczesny budynek szpitalny został zaprojektowany przez zespół architektów z Izraela i Kanady. Budynek będący podstawą ma kolor czerwieni. Mieszczą się w nim oddziały radiologii, dializ, rentgen, intensywnej pomocy. Natomiast główny gmach jest w kolorze białym i mieści oddziały szpitalne. Wewnątrz kompleksu umieszczono pokoje hotelowe, centrum komunikacji biznesowej, dom modlitwy dla wszystkich wyznań, zapewniono także dostęp do bezprzewodowego internetu w całym szpitalu.

## Oddziały szpitalne

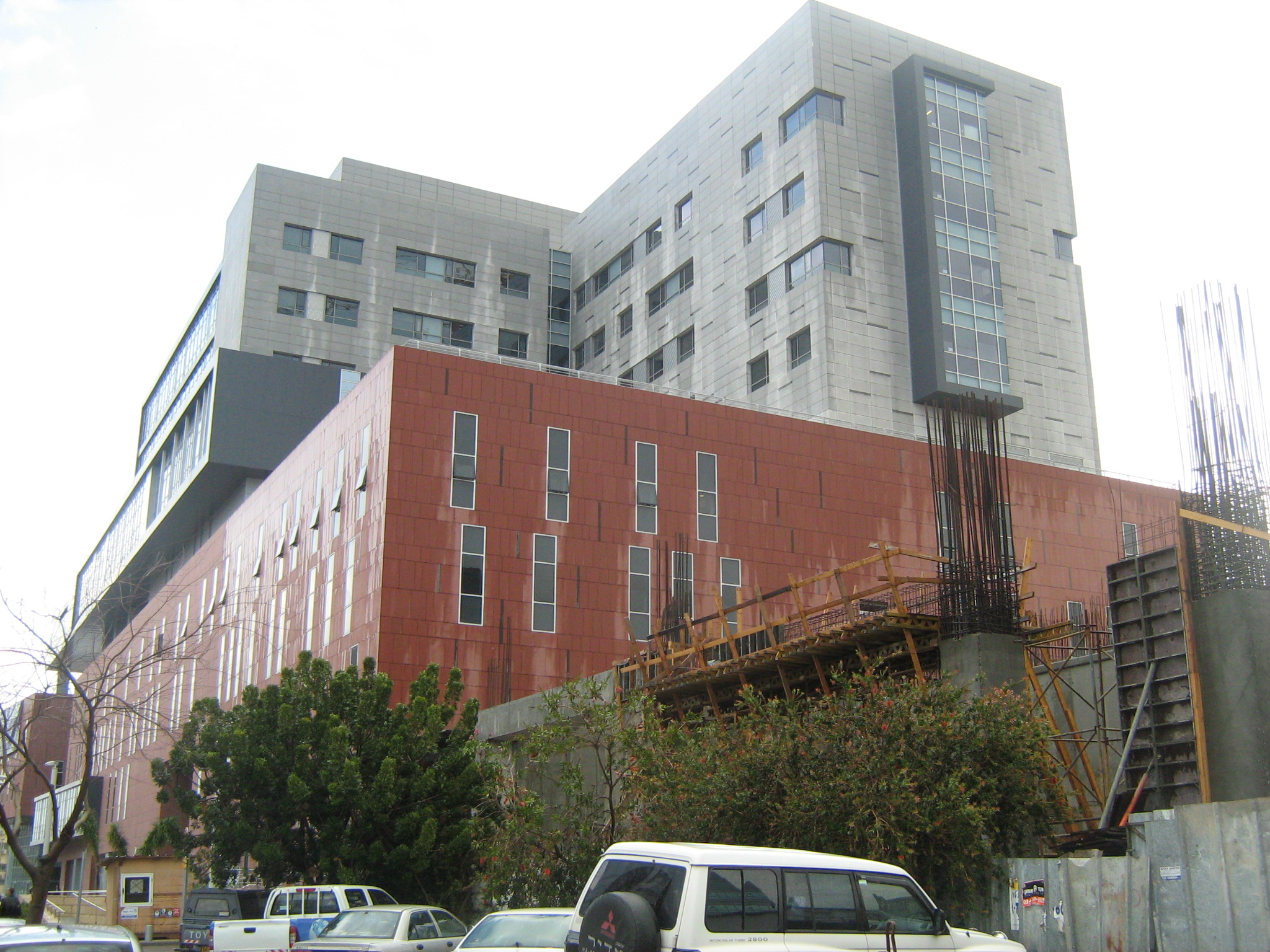
Szpital Assuta

Szpital Assuta oferuje dostęp do najbardziej zaawansowanych technologii medycznych w następujących specjalnościach:
- chirurgia ogólna - szpital oferuje pełny kompleks zabiegów operacyjnych wraz z opieką pooperacyjną, skomplikowane zabiegi chirurgiczne na sercu, chirurgię otyłości, chirurgię plastyczną i ortopedyczną, a także neurochirurgię[2].
- kardiologia - pełna diagnostyka i pełny zakres zabiegów chirurgii kardiologicznej i naczyniowej z wykorzystaniem najnowocześniejszych urządzeń medycznych[3].
- obrazowanie medyczne - z wykorzystaniem rezonansu magnetycznego, kolonoskopia wirtualna, badania z wykorzystaniem izotopów i komputerowym przetwarzaniem obrazów, oraz medycyna nuklearna[4].
- ginekologia - centrum specjalizujące się w zapłodnieniu pozaustrojowym jest uznawane za najlepszy tego typu ośrodek w regionie Morza Śródziemnego, i jeden z najlepszych na świecie[5].
- onkologia kliniczna - z oddziałami diagnostyki, chirurgii onokologicznej, radioterapii oraz chemioterapii[6].
- centrum dializ[7].

## Transport
Jadąc od szpitala na zachód dojeżdża się do drogi nr 482, którą jadąc na północ dojeżdża się do autostrady nr 5.